# Alophosternum nigricoxis
Alophosternum nigricoxis là một loài tò vò trong họ Ichneumonidae.